# Kanton Boulogne-sur-Gesse
Kanton Boulogne-sur-Gesse (francouzsky Canton de Boulogne-sur-Gesse) je francouzský kanton v departementu Haute-Garonne v regionu Midi-Pyrénées. Tvoří ho 24 obcí.

## Obce kantonu
- Blajan
- Boulogne-sur-Gesse
- Cardeilhac
- Castéra-Vignoles
- Charlas
- Ciadoux
- Escanecrabe
- Gensac-de-Boulogne
- Larroque
- Lespugue
- Lunax
- Mondilhan
- Montgaillard-sur-Save
- Montmaurin
- Nénigan
- Nizan-Gesse
- Péguilhan
- Saint-Ferréol-de-Comminges
- Saint-Lary-Boujean
- Saint-Loup-en-Comminges
- Saint-Pé-Delbosc
- Saman
- Sarrecave
- Sarremezan